# Vestalis yunosukei
Vestalis yunosukei là loài chuồn chuồn trong họ Calopterygidae. Loài này được Asahina mô tả khoa học đầu tiên năm 1990.